# パエドキプリス・プロゲネティカ
パエドキプリス・プロゲネティカ（学名：Paedocypris progenetica、別名ドワーフ・フェアリー・ミノー）はコイ科に属する魚類の一種。インドネシアの固有種であり、世界一小さい魚類である。

## 分布
インドネシアのスマトラ島及びビンタン島などの強い酸性を示す泥炭湿地やブラックウォーターに生息する。

## 形態
体長約10 mm（ミリメートル）。最小の成熟した雌個体は7.9 mm しかないことから世界一小さい魚類とされている。2012年1月にヒメアマガエル科の1種、Paedophryne amauensis が記載されるまでは、世界一小さい脊椎動物でもあった。